# Sciades demarzi
Sciades demarzi là một loài bọ cánh cứng trong họ Cerambycidae.